# Dylan Casaer
Dylan Maria Stefan Casaer (Aalst, 6 oktober 1970) is een voormalig Belgisch politicus van de Aalsterse Lijst A. Hij zetelde er als schepen in het stadsbestuur.

## Levensloop
Hij behaalde in 1994 het diploma van licentiaat in de rechten aan de Katholieke Universiteit Leuven en werd in 1996 tevens master in sociaal recht aan de Vrije Universiteit Brussel. Beroepshalve werd hij advocaat, ingeschreven aan de Balie van Brussel. Casaer specialiseerde zich in arbeidsrecht, sociaal recht en internationale tewerkstelling, alsook personeelsrecht voor openbare besturen en overheidsbedrijven en privacyrecht. Ook ging hij bijdragen schrijven voor De Juristenkrant en andere juridische tijdschriften rond personeelszaken en privacyrecht. Tevens werd hij lid van de Belgische Vereniging voor Sociaal Recht en de European Employment Lawyers Association, een vereniging voor Europese advocaten gespecialiseerd in materie rond tewerkstelling.
Casaer werd politiek actief voor de SP en daarna de sp.a. Van 1995 tot 1998 was hij voorzitter van de Vlaamse JongSocialisten. Hij werd als opvolger van Freya Van den Bossche van september 2004 tot juni 2007 lid van de Kamer van volksvertegenwoordigers. In het Belgische federale parlement hield hij zich voornamelijk bezig met de onderwerpen mobiliteit en justitie. Voor de federale verkiezingen van 10 juni 2007 stond Casaer als uittredend parlementslid op de 6de plaats op de Oost-Vlaamse lijst voor de sp.a. Hij werd evenwel niet herkozen.
Casaer was van januari 2001 tot december 2018 ook gemeenteraadslid van zijn geboortestad Aalst. In 2009 volgde hij Gracienne Van Nieuwenborgh op als schepen van Personeel, Cultuur, Integratie en Emancipatie in de Oost-Vlaamse stad. Als schepen van Cultuur was hij onder meer de oprichter van het populaire openluchtzomerfestival Cirk! Aalst. Bij de Aalsterse gemeenteraadsverkiezingen van 2012 werd hij herkozen als gemeenteraadslid. Hij onderhandelde mee voor sp.a bij de coalitievorming. Het kwam in 2012 tot een bestuursakkoord in Aalst tussen N-VA, CD&V en Sp.a. Het akkoord kreeg veel weerklank en kritiek in pers en binnen sp.a omdat een aantal nationale politici van de partij de socialistische verworvenheden in het bestuursakkoord te beperkt vonden en de schepenpost voor Karim Van Overmeire bij N-VA moeilijk te slikken, gezien diens verleden bij het Vlaams Belang. Casaer kreeg in het nieuwe college van burgemeester en schepenen de bevoegdheden Personeel, Mobiliteit en Welzijn. Hij bleef schepen van Aalst tot in 2018.
In 2014 ontbond sp.a voorzitter Bruno Tobback de Aalsterse afdeling van de sp.a en liet enkel diegenen terug toetreden die tegen de coalitiedeelname waren. Casaer, medeschepen Ann Van de Steen en drie van de vijf andere sp.a gemeenteraadsleden sloten zich niet terug aan en vormden op 20 januari 2014 de lokale partij Sociaal Democraten & Progressieven (SD&P), sinds 2018 Lijst A geheten. Bij de gemeenteraadsverkiezingen van oktober 2018 raakte Casaer niet herkozen als gemeenteraadslid van Aalst.